# Artilleros de Puebla
Stade
Les Artilleros Cinco de Mayo, également appelés Artilleros de Puebla ou simplement Artilleros, étaient une équipe de football mexicaine basée à Puebla dans l'état de Puebla,. Ils sont fondés le 17 août 2018 en tant que franchise d'extension de la Liga de Fútbol Americano (LFA). Ils participent à la Division du Centre à partir de la saison 2019. Le nom et le logo de l'équipe tentent d'honorer les patriotes qui ont vaincu l'armée du Second Empire lors de la bataille du 5 mai 1862

## Histoire

### Saison 2019
Le 17 août 2018 l’homme d’affaires Luis Vera, franchisé de l’équipe de Puebla, accompagné d’Iván Zarate, ancien joueur des Fundidores et directeur général d’Artilleros, ont fait connaître, au moyen d’une présentation, les détails de la nouvelle équipe.
Les Artilleros, qui ont choisi les couleurs orange et bleue pour l'ensemble de leur image, analysent toujours les options avec le gouvernement local concernant l'espace qu'ils adopteront pour leurs matchs à domicile à partir de l'année prochaine. À son tour, le directeur général mentionne lors d’une conférence de presse qu’ils sont sur le point de signer l’entraîneur chef, mais il n’a révélé aucun nom. Iván Zárate cite l'avantage de la ville dans le recrutement des joueurs, puisqu'ils ont trois équipes dans la Liga Mayor: Les Lobos, les Borregos et les Aztecas,.
Le 14 octobre 2018, un try out est organisé au sein de l’équipe et est présenté à l’équipe de football professionnel des Artilleros. À partir de 9 h 30 du matin, les tests pour les running backs et les linebackers, avec 35 candidats potentiels, sont effectués. Quelques minutes avant midi, 60 athlètes font les tests de quarterbacks, de wide receivers et de périmètre. Le dernier groupe, composé de 41 joueurs de ligne offensifs et défensifs, est évalué à partir de 14 h 30. Le nombre total de joueurs testés est de 141, un nombre décent pour sélectionner les 43 membres de la franchise.
Les Artilleros disputeront leur premier match en LFA le 24 février, contre le tenant du Tazón México III, les Mexicas de Mexico.
L’équipe termine la saison régulière avec un bilan positif de 5-3, constituant une excellente campagne pour l’équipe lors de sa présentation à la ligue, mais elle n’a pas pu se qualifier pour ses premiers playoffs. Le premier match qu'ils jouent est le 24 février 2019, contre les Mexicas, un match qui se déroule à l'Estadio Azul, qu'ils remportent par 29-12, battant ainsi le champion en titre. Ils maintiennent une grande compétitivité. pendant toute la saison jusqu'au dernier jour où ils se retrouvent hors des séries éliminatoires.

## Les joueurs
| N° | Joueur                             | Pos   | Poids | Taille | Équipe universitaire |
| -- | ---------------------------------- | ----- | ----- | ------ | -------------------- |
| 3  | ALEJANDRO MONROY MENDEZ            | LB    | 87    | 1.84   | AZTECAS UDLAP        |
| 4  | GABRIEL AMAVIZCA ORTIZ             | LB    | 87    | 1.82   | LOBOS BUAP           |
| 6  | JOSÉ HUMBERTO NORIEGA MONTIEL      | WR    | 103   | 1.88   | AZTECAS UDLAP        |
| 7  | ANDRES CHIO MENDEZ                 | QB    | 96    | 1.74   | BORREGOS PUEBLA      |
| 8  | GENARO JOSÉ ALFONSIN ROMERO        | SS    | 83    | 1.76   | DINOS LFA            |
| 10 | JHOSET CRASBORN HERRERA            | QB    | 88    | 1.8    | LOBOS BUAP           |
| 12 | LUIS MIGUEL RAMIREZ CRUZ           | WR    | 75    | 1.72   | LOBOS BUAP           |
| 13 | JUAN MANUEL MARQUEZ TAMAYO         | CB    | 77    | 1.75   | AZTECAS UDLAP        |
| 16 | SEBASTIAN OLVERA RIVAS             | WR    | 80    | 1.76   | AZTECAS UDLAP        |
| 17 | ANWAR RAMIREZ LANDA                | WR    | 95    | 187    | BORREGOS PUEBLA      |
| 21 | CARLOS ALBERTO QUIROZ PORRAS       | LB    | 97    | 1.81   | BORREGOS PUEBLA      |
| 22 | EDUARDO TORRES FLORES              | FS/CB | 86    | 1.74   | AZTECAS UDLAP        |
| 26 | LUIS DANIEL RIVERA GUZMAN          | FS    | 78    | 1.8    | BORREGOS PUEBLA      |
| 28 | RAYMUNDO TORRES RAMÍREZ            | RB    | 82    | 1.78   | BORREGOS PUEBLA      |
| 31 | RODRIGO ALONSO ARIAS MARCO         | WR    | 80    | 1.78   | BORREGOS PUEBLA      |
| 32 | FERNANDO YAVIER TORRES VILLALVAZO  | RB/TE | 92    | 1.82   | AZTECAS UDLAP        |
| 34 | MAURICIO FRANCISCO VALVERDE DÍAZ   | RB    | 100   | 1.8    | BORREGOS PUEBLA      |
| 36 | JUAN JOSE TOVAR PEREZ              | RB    | 85    | 1.71   | AZTECAS UDLAP        |
| 37 | MANUEL EDUARDO HERNANDEZ REYES     | FS    | 90    | 1.88   | AZTECAS UDLAP        |
| 39 | JUAN ANTONIO HERNANDEZ AGUILLON    | RB    | 98    | 1.76   | LOBOS BUAP           |
| 40 | CRISTHIAN ENRIQUE AVILA LOPEZ      | LB    | 88    | 1.77   | BORREGOS PUEBLA      |
| 43 | ALAN EDUARDO MENDEZ MENDOZA        | LB    | 85    | 1.81   | AZTECAS UDLAP        |
| 44 | JOAQUIN GUERRA DURAN               | SS    | 85    | 1.82   | AZTECAS UDLAP        |
| 45 | HASSEN AGUILAR MORA                | DL    | 119   | 1.79   | AZTECAS UDLAP        |
| 52 | GERMAN ARNALDO VILLARREAL ESCALERA | LB    | 100   | 1.79   | CONDORS LFA          |
| 53 | ANDRES FERNANDEZ MARISCAL          | OL    | 115   | 1.77   | LOBOS BUAP           |
| 56 | JOSÉ ARMANDO VARGAS CORREA         | LB    | 85    | 1.7    | LOBOS BUAP           |
| 57 | SERGIO ARMANDO SILVA HERNANDEZ     | LB    | 96    | 1.77   | TIGRES BLANCOS UMAD  |
| 59 | JORGE RUIZ GUERRERO                | OL    | 116   | 1.8    | BORREGOS PUEBLA      |
| 65 | FRANSISCO OMAR SALAZAR JIMÉNEZ     | OL    | 135   | 1.87   | BORREGOS PUEBLA      |
| 67 | MARCO ANTONIO BAUTISTA LOPEZ       | OL    | 154   | 1.94   | BORREGOS PUEBLA      |
| 71 | MARTIN VALENTIN SANCHEZ MUÑOS      | OL    | 130   | 1.88   | AZTECAS UDLAP        |
| 72 | JUAN MANUEL GRAY CERVANTES         | OL    | 130   | 1.87   | AZTECAS UDLAP        |
| 73 | JOSUE ARTURO FIGUEROA ALVAREZ      | OL    | 118   | 1.85   | AZTECAS UDLAP        |
| 77 | SAUL MARTINEZ SALAZAR              | DL    | 130   | 2      | -                    |
| 78 | GUILLERMO CALDERON LEAL            | DL    | 130   | 1.89   | AZTECAS UDLAP        |
| 79 | GERARDO ALAIN MORAN VARGAS         | OL    | 139   | 1.97   | AZTECAS UDLAP        |
| 82 | MARCELO ZUMALACARREGUI TABOADA     | TE    | 91    | 1.86   | BORREGOS PUEBLA      |
| 88 | ADOLFO BUENOS AIRES ORTIZ          | WR    | 95    | 1.78   | LOBOS BUAP           |
| 91 | JUAN FRANCISCO SUAREZ PEREZ        | DL    | 96    | 1.81   | BORREGOS PUEBLA      |
| 95 | JOSÉ DANIEL CARREON ESCAMILLA      | DL    | 102   | 1.71   | BORREGOS PUEBLA      |
| 97 | FRANSISCO JORGE KRAUSS GONZALES    | DL    | 103   | 1.87   | AZTECAS UDLAP        |
| 99 | NOE PAREDES TORRES                 | DL    | 138   | 1.96   | AZTECAS UDLAP        |

## Les statistiques
| Saison | Entraîneur     | Saison régulière | Saison régulière | Saison régulière   | Playoffs | Playoffs | Playoffs      |
| Saison | Entraîneur     | Bilan            | Pct              | Classement         | Bilan    | Pct      | Résultat      |
| ------ | -------------- | ---------------- | ---------------- | ------------------ | -------- | -------- | ------------- |
| 2019   | Gustavo Torres | 5-3              | 0.625            | 3e Division Centre | -        | -        | non qualifiés |

## Le calendrier
| Semaine | Date       | Heure | Adversaire |
| ------- | ---------- | ----- | ---------- |
| 1       | 24 février | 16 h  | Mexicas    |
| 2       | 3 mars     | 15 h  | Mayas      |
| 3       | 10 mars    | 15 h  | Condors    |
| 4       | 16 mars    | 15 h  | Osos       |
| 5       | 22 mars    | 21 h  | Fundidores |
| 6       | 31 mars    | 12 h  | Mexicas    |
| 7       | 7 avril    | 15 h  | Condors    |
| 8       | 14 avril   | 15 h  | Mayas      |